# Macaranga brooksii
Macaranga brooksii är en törelväxtart som beskrevs av Henry Nicholas Ridley. Macaranga brooksii ingår i släktet Macaranga och familjen törelväxter. Inga underarter finns listade i Catalogue of Life.